# Ferrovia Wil-Ebnat-Kappel
La ferrovia Wil-Ebnat-Kappel, anche nota come Toggenburgerbahn, è una linea ferroviaria a scartamento normale della Svizzera.

## Storia
Ottenuta nel 1866 la concessione dai cantoni San Gallo e Turgovia, l'anno successivo si costituì la società Toggenburgerbahn-Gesellschaft (TB).
Il 21 aprile 1868 venne firmato il contratto per la costruzione della linea con la ditta Wieland, Gubser & Cie, che per la somma di 3.075.000 franchi si impegnava a costruire la linea in due anni.
La linea fu inaugurata il 23 giugno 1870 (con due mesi di ritardo sulle previsioni); l'esercizio regolare iniziò il giorno seguente con quattro coppie di treni (poi portate a cinque) che percorrevano la tratta in 65 minuti (80 minuti per i treni merci) trainate da tre locomotive realizzate dalla Krauss & Co. di Monaco di Baviera. L'esercizio era affidato dalla TB alle Ferrovie Svizzere Unite (VSB).
A partire dal 1873 venenro presentati diversi progetti per prolungamento della linea da Ebnat-Kappel verso l'area della Linth, attraverso il passo del Ricken; un progetto per una galleria di base sotto il Ricken venne presentato da un comitato d'iniziativa nel 1895. Il progetto venne rilevato dal canton San Gallo, il quale acquistò anche la TB; con tre contratti stipulati nel 1901 il cantone cedette la TB alla VSB, si stabiliva la costruzione della Rickenbahn e veniva quantificato il contributo cantonale ai costi di costruzione.
La VSB venne nazionalizzata il 1º luglio 1902: le sue linee entrarono a far parte delle Ferrovie Federali Svizzere (FFS); nello stesso anno la TB entrò in liquidazione. Il 3 ottobre 1910 venne aperta la Bodensee-Toggenburg-Bahn (BT), che collegava direttamente San Gallo con la linea del Ricken (aperta in contemporanea alla BT) senza passare per Wil e il Toggenburgo e che affiancava tra Lichtensteig e Wattwil la Toggenburgerbahn; la BT aprì il 30 settembre 1912 il prolungamento della Toggenburgerbahn da Ebnat-Kappel a Nesslau-Neu St.Johann.
Il 15 luglio 1931 le FFS sottoscrissero con la BT un accordo per la fornitura di energia elettrica per l'esercizio di quest'ultima ferrovia; il successivo 3 ottobre iniziò l'esercizio a trazione elettrica da parte della BT tra San Gallo e Nesslau. Le FFS avevano affidato alla BT, dal 1º giugno 1931, l'esercizio della tratta tra Wattwil ed Ebnat-Kappel.
Il 12 dicembre 1943 venne elettrificata dalle FFS la tratta Wil-Wattwil.
Dal 1º gennaio 2006 la tratta Lichtensteig-Wattwil-Ebnat-Kappel e le stazioni comprese nella tratta vennero cedute dalle FFS alla Schweizerische Südostbahn (SOB), in cambio della quota di proprietà SOB della stazione di San Gallo.

## Caratteristiche
La ferrovia, a scartamento normale, è lunga 24,86 km, è elettrificata a corrente alternata monofase con la tensione di 15.000 V alla frequenza di 16,7 Hz; la pendenza massima è dell'11 per mille. È interamente a binario unico, tranne nella tratta Lichtensteig-Wattwil.

### Percorso
| Continuation backward |

| Unknown route-map component "ABZg+l" | Unknown route-map component "CONTfq" |

|  | Straight track | Unknown route-map component "STR+l" | Unknown route-map component "CONTfq" |

| Station on track | End station |

| Unknown route-map component "STR+GRZq" |

| Unknown route-map component "ABZgl" | Unknown route-map component "CONTfq" |

| Unknown route-map component "STR+GRZq" |

| Station on track |

| Unknown route-map component "hKRZWae" |

| Unknown route-map component "hKRZWae" |

| Station on track |

| Station on track |

| Unknown route-map component "hKRZWae" |

| Stop on track |

| Unknown route-map component "ABZg+l" | Unknown route-map component "CONTfq" |

| Station on track |

| Station on track |

| Unknown route-map component "CONTgq" | Unknown route-map component "ABZgr" |  |  |

| Station on track |

| Continuation forward |

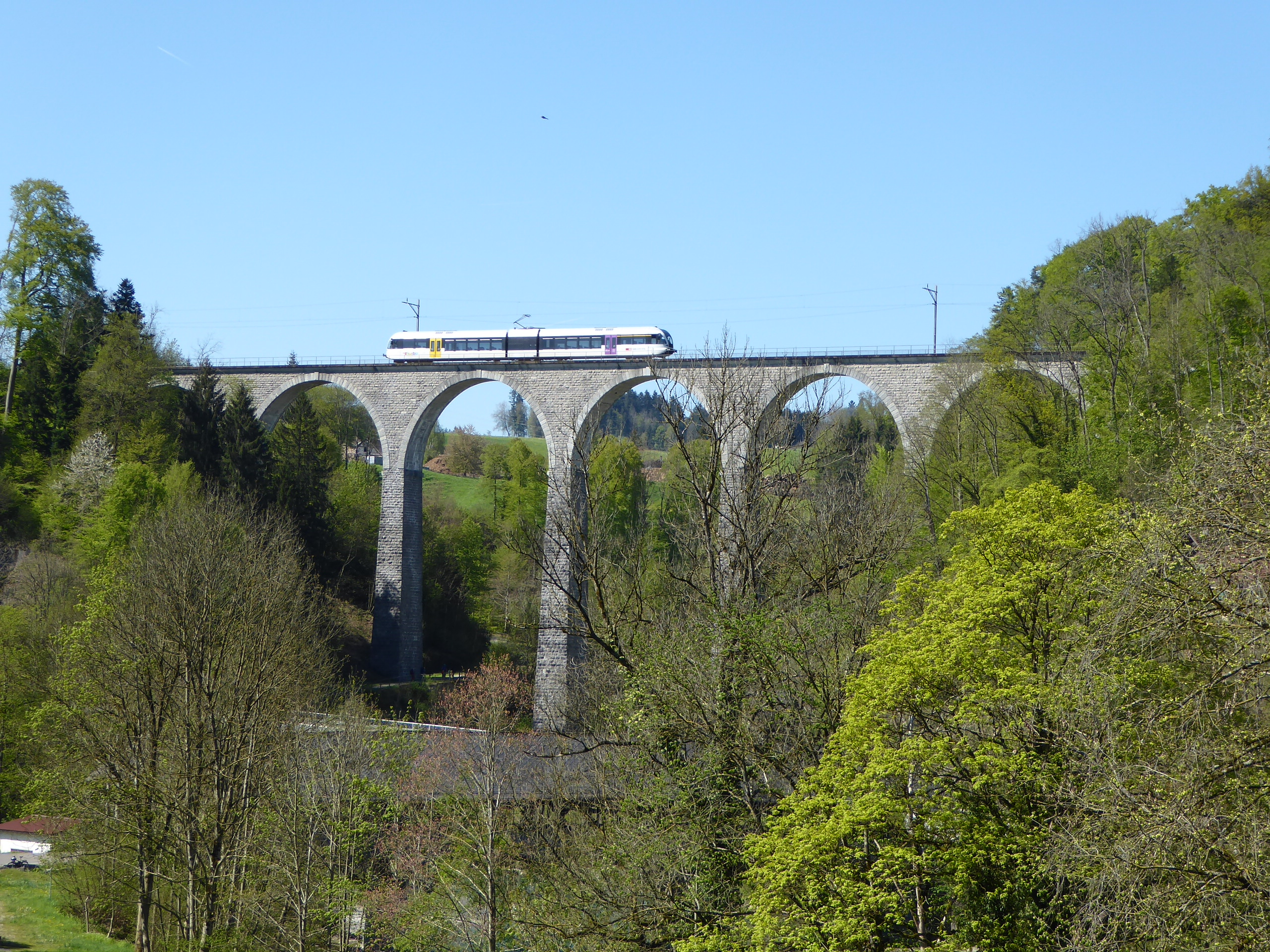
Un convoglio sul viadotto Guggenloch sul fiume Gonzenbach

La linea parte dalla stazione di Wil. Di lì la ferrovia segue il corso del fiume Thur fino al capolinea di Ebnat-Kappel.